# Atletski stadion Poljane
Atletski stadion Poljane je osrednji športni objekt namenjen atletiki v Mariboru. Kot izhaja že iz imena se nahaja v mestnem predelu Poljane. 
Stadion je bil zgrajen leta 1977 in od takrat letno gosti več kot 25 atletskih tekmovanj in okoli 30 najrazličnejših ostalih dogodkov. Leta 2017 so v celoti prenovili atletsko stezo. S stadionom upravlja javni zavod Športni objekti Maribor.